# 欧芙洛绪涅

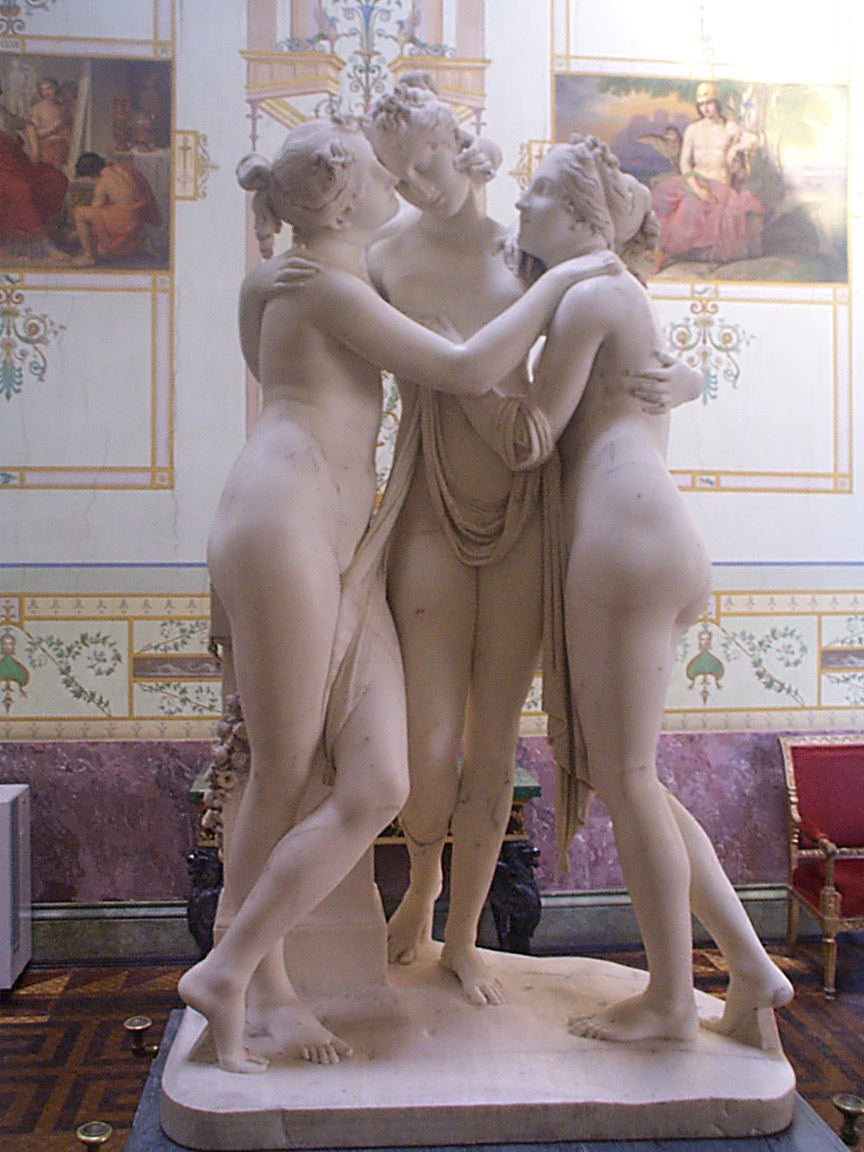
美惠三女神雕塑：阿格莱亚、欧芙洛绪涅以及塔利亚（安东尼奥·卡诺瓦（Antonio Canova）／雕刻）

欧芙洛绪涅（羅馬化：Euphrosynē）是希腊神话中的欢乐女神，也是阿佛洛狄忒的侍女美惠三女神──卡里忒斯之一，掌管欢乐和节庆。她的别名是欧梯弥亚，其名字的意思为“令人愉快的”。
古希臘語中以「欢乐」与「喜悦」为意思的是其語源。
宙斯与欧律诺墨的三个女儿之一，与阿格莱亚（光辉女神）和塔利亚（激励女神）是姐妹。索司特拉图斯（Sostratus）则说欧佛洛绪涅的姐妹是帕西忒亚（幻觉女神）和卡勒（美色女神）。
以她的名字对应的小行星是丽神星（31 Euphrosyne）。